# Szénanátha
A szénanátha a légúti allergia egyik megjelenési formája. A szénanátha az összefoglaló, közkeletű neve a szezonális allergiás orrnyálkahártya-gyulladásnak (rhinitis), valamint a  kísérő tüneteinek. Szénanáthán értjük a felsőlégutak időszakosan (szezonálisan)  jelentkező, kimutathatóan virágpor- vagy illóolaj-érzékenység hurutos elváltozását.
A szénanátha megjelenése évszakhoz kötött: a tünetek tavasszal jelentkeznek és a virágzás elmúltával megszűnnek.
Lényegében a megfázáshoz hasonló tüneteket okoz. Ezt a kellemetlen kórképet általában maguk a betegek is felismerik szezonális jelentkezésük (pollenallergia, különösen agresszív és vezető helyen áll a parlagfű), vagy más allergénekre (szőr, toll, poratka stb.) való reakciójuk alapján. A közönséges náthánál ez sokkal kellemetlenebb és súlyosabb lehet, mert az allergénnel való érintkezés általában nem kerülhető el, a kórkép évről évre súlyosabban jelentkezik, és akár tüdőasztmához (asthma bronchiale) vezethet. Egyre jobb antiallergiás szerek jelennek meg minden évben, amelyek már nem álmosítanak, a napi munkában így mind kevesebb gondot okoznak, de a betegség teljes gyógyítása ma még egyáltalán nem megoldott, sőt terjedőben van. A 21. században a magyar lakosság több mint 10%-át érinti.

## Okai
Az okozói főként  a levegőben lebegő virágporok, pollenek illetve gombaspórák fehérje-alkotórészek.

## Tünetei
A prodromális időszakban:  fejfájás, gyengeségérzés, általános rossz közérzet
A virágzás ideje alatt erős lokális kötőhártya- és nyálkahártyagyulladás.